# Tmetonyx nobilis
Tmetonyx nobilis är en kräftdjursart. Tmetonyx nobilis ingår i släktet Tmetonyx och familjen Uristidae. Inga underarter finns listade i Catalogue of Life.